# Gjaidsteig
Der Gjaidsteig ist ein teilweise gesicherter Steig (Schwierigkeitsgrad A) in der Nördlichen Karwendelkette im Karwendel.
Im deutschen Abschnitt verläuft der Weg von Mittenwald zur Hochlandhütte, von dort führt der Steig teilweise ausgesetzt zwischen zwei Felsbändern nördlich unterhalb der gewaltigen Felswände von Wörner und Hochkarspitze zum Bäralpl, einer ca. 1 km breiten und 500 m tiefen Einsattelung im Verlauf der Gebirgskette, und über den 1820 m ü. A. hohen Bäralplsattel auf die österreichische Südseite der Nördlichen Karwendelkette und weiter unterhalb von Bäralplkopf (2323 m ü. A.), Vogelkarspitze und Östlicher Karwendelspitze in das Karwendeltal und zum Karwendelhaus.

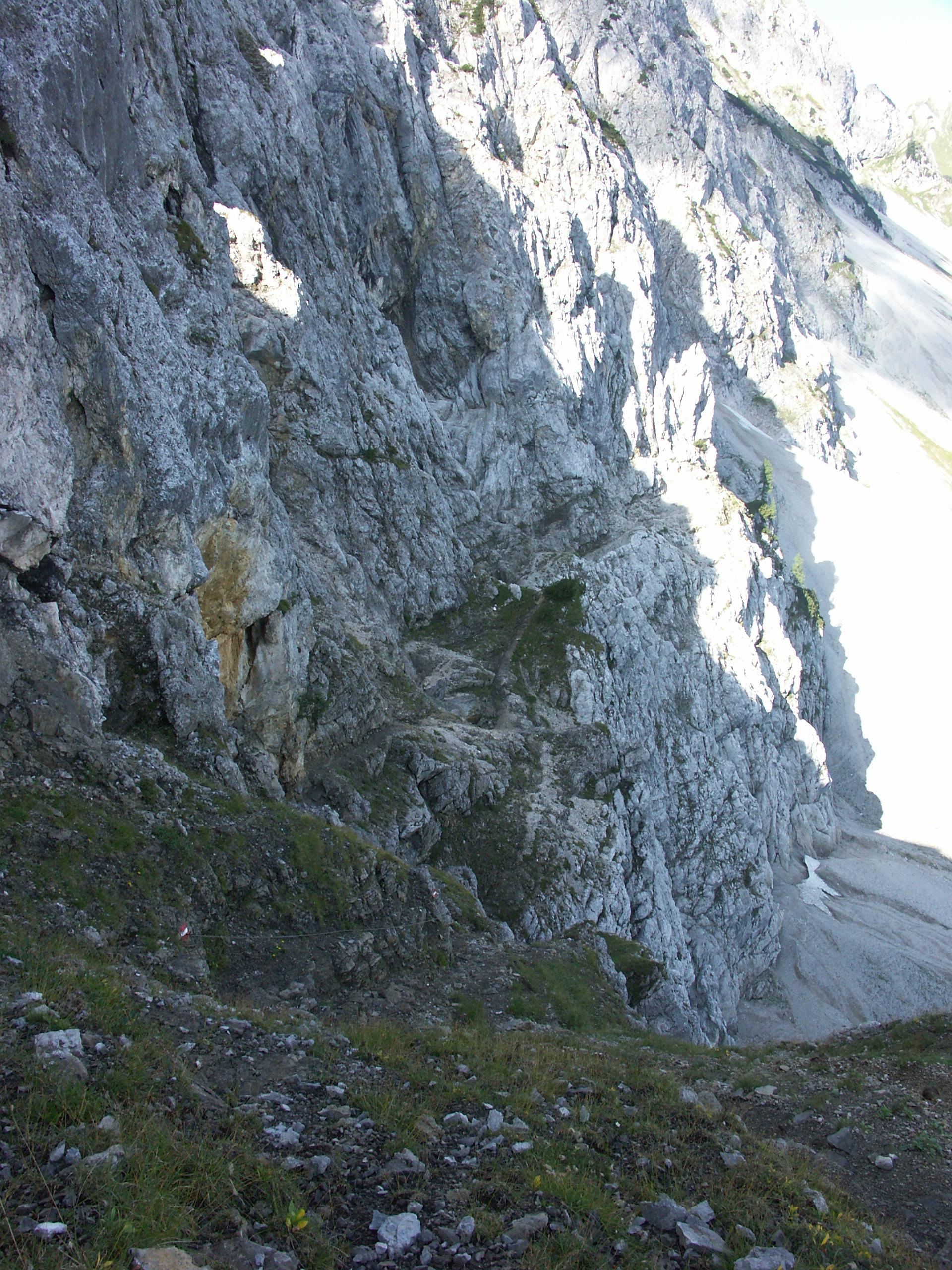
Gjaidsteig

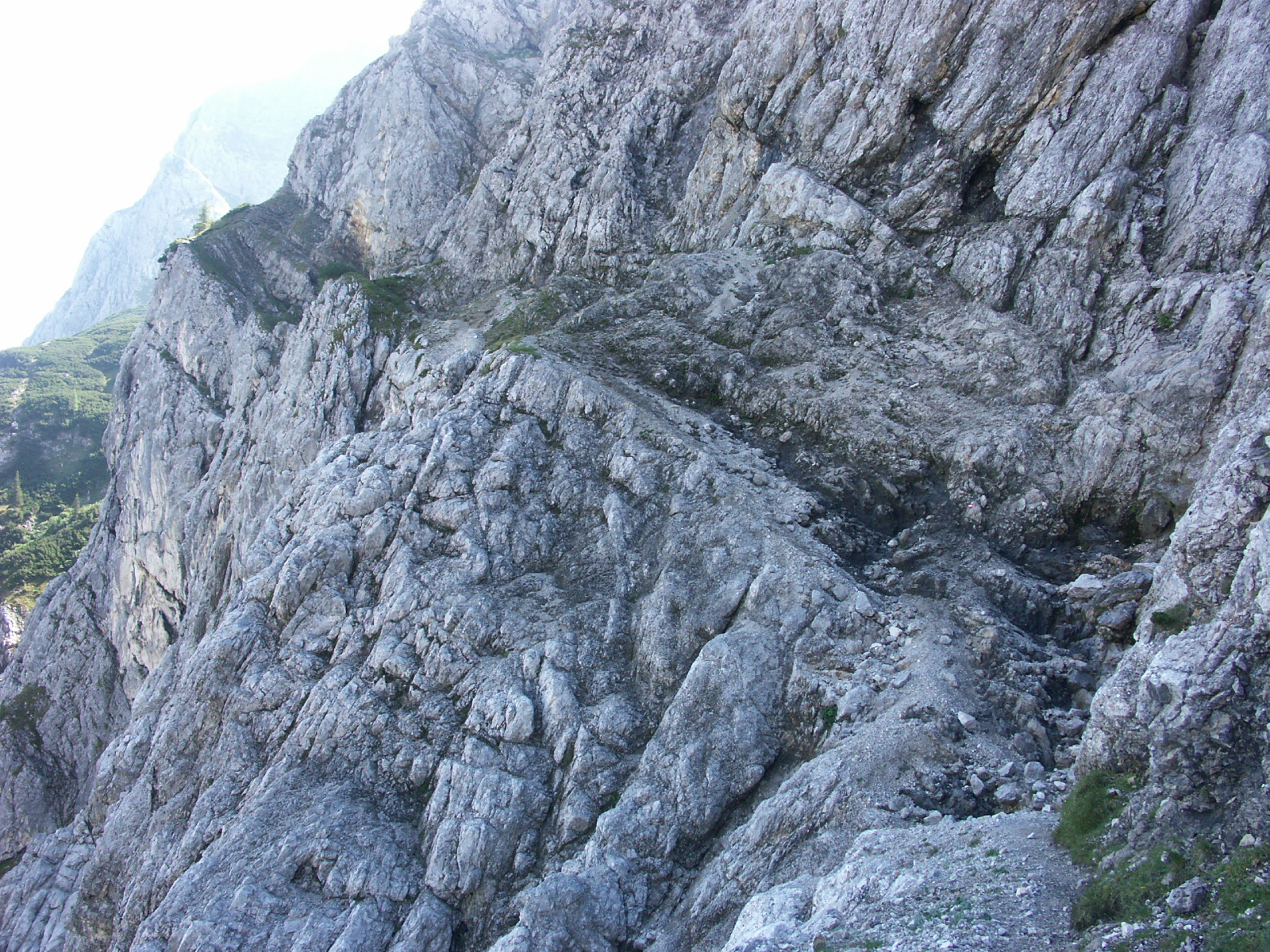
Gjaidsteig